# It’s The Great Pumpkin, Sam Winchester
A It's The Great Pumpkin, Sam Winchester az Odaát című televíziós sorozat negyedik évadjának hetedik epizódja.

## Cselekmény
Halloween alkalmával egy kisvárosban két különös haláleset is történik, melyek után a Winchester fivérek nyomozni kezdenek, így pedig a helyszínen talált átokzsákok alapján rájönnek, hogy a háttérben egy boszorkány áll.
Miután Dean nem adott cukrot egy kéregető kiskölyöknek, az leönti a fiú kocsiját valami folyadékkal, Sam pedig utánanéz bővebben a két halálesetnek, így rájön, hogy a gyilkost rettenetes szándék vezérli: megidézni a Halloween valódi szörnyetegét, Samhaint, aki visszatérése után valószínűleg valódi hadsereget készítene csupa gonosz teremtményből, hogy aztán hatalmas mészárlást rendezzenek.
Winchesterék először egy fiatal lányra, az egyik áldozat barátnőjére, Tracy-re kezdenek gyanakodni, ám később rádöbbennek, hogy annak volt tanára, Don Harding a boszorkány.
A szörnyeteg egy átokzsákot rejt a fiúk motelszobájába, ám azt a fivéreket meglátogató Castiel és társa, Uriel még időben észreveszi és eltávolítja. A két angyal közli Deanékkel, hogy ha nem sikerül megölniük a boszorkányt, kénytelenek lesznek megsemmisíteni az egész várost. Uriel ugyan sürgeti a megsemmisítést, Winchesterék megígérik, teljesítik feladatukat.
A testvérek megtalálják az éppen utolsó, harmadik áldozatát, Tracy-t "feláldozó" Hardingot, így lelövik, ám kiderül, hogy valójában Tracy a keresett szörnyeteg. A lány mozgásképtelenné teszi a két fiút, majd megidézi Samhaint, aki ezután végez Tracy-vel, majd elindul, hogy természetfeletti lényeket gyűjtsön maga köré (Deant és Samet halottnak hiszi, mivel azok Don vérével bekenik arcukat, és halottnak tettetik magukat).
A fivérek nem sokkal később a démon nyomába erednek, útközben azonban összevesznek, Sam ugyanis fogadalma ellenére ismét használni akarja démoni képességét. Mialatt Dean egy kriptánál kiszabadít néhány elfogott fiatalt és felveszi a harcot a Samhain által feltámasztott zombikkal és szellemekkel, Sam is összecsap Samhainnal, majd miután az felülkerekedik rajt, kénytelen lesz különleges képességét használni, hogy visszaküldje a démont a Pokolba.
Az incidens után Samet megdorgálja Uriel, megfenyegeti a fiút, majd azt a tanácsot adja neki, kérdezze bátyját a Pokolról. Ez idő alatt Castiel beszél Deannel, és elmondja neki: kiállta a próbát, mely valójában az volt, hogy megállná-e a helyét a csatatéren…

## Természetfeletti lények

### Zombik
A zombi az ember lelke, melyet Voodo mágia segítségével rá lehet kényszeríteni, hogy élőhalottként gazdáját szolgálja.

### Szellemek
A szellem egy olyan elhunyt ember lelke, ki különös halált halt, és lelke azóta az élők közt kísért, általában egy olyan helyen, mely fontos volt az illetőnek földi életében. Szellemekből sok van: kopogószellem, bosszúálló szellem, vagy olyan szellem, mely figyelmezteti az embereket egy közelgő veszélyre.

### Démonok
A démonokat a folklórban, mitológiában és a vallásban egyaránt olyan természetfeletti lényként, gonosz szellemként írják le, melyeket meg lehet idézni, és irányítani is lehet. Közeledtüket általában elektromos zavarok jelzik, maguk mögött pedig ként hagynak.

## Időpontok és helyszínek
- 2008. október 29. – november 1. – ?

## Zenék
- Nine Days – Just As Through With You

## Külső hivatkozások
- Supernatural-It's The Great Pumpkin, Sam Winchester az Internet Movie Database oldalon (angolul)